# Klejtrup
Klejtrup er en lille by i Midtjylland med 891 indbyggere  (2024). Klejtrup ligger 13 km sydvest for Hobro og to km vest for Hvornum. Fra Viborg er der 25 km mod nordøst til Klejtrup. Byen ligger i Region Midtjylland og hører til Viborg Kommune.
Klejtrup ligger i Klejtrup Sogn ved Klejtrup Sø.
Klejtrup Musikefterskole ligger i byen.
Seværdigheden Verdenskortet ved Klejtrup Sø findes her.